# Длиннокрылая сетипинна
Длиннокрылая сетипинна (лат.  Setipinna taty) — вид лучепёрых рыб семейства анчоусовых. Распространены в Индо-Тихоокеанской области. Морские пелагические рыбы. Максимальная длина тела 22,1 см. Объект местного промысла.

## Таксономия и этимология
Вид впервые описан в 1848 году французским зоологом, ихтиологом и малакологом Ашилем Валансьеном под латинским биноменом Engraulis taty, впоследствии переведён в род Setipinna.
Видовое латинское название отражает торговое название на локальных рынках Taty pooroowa.

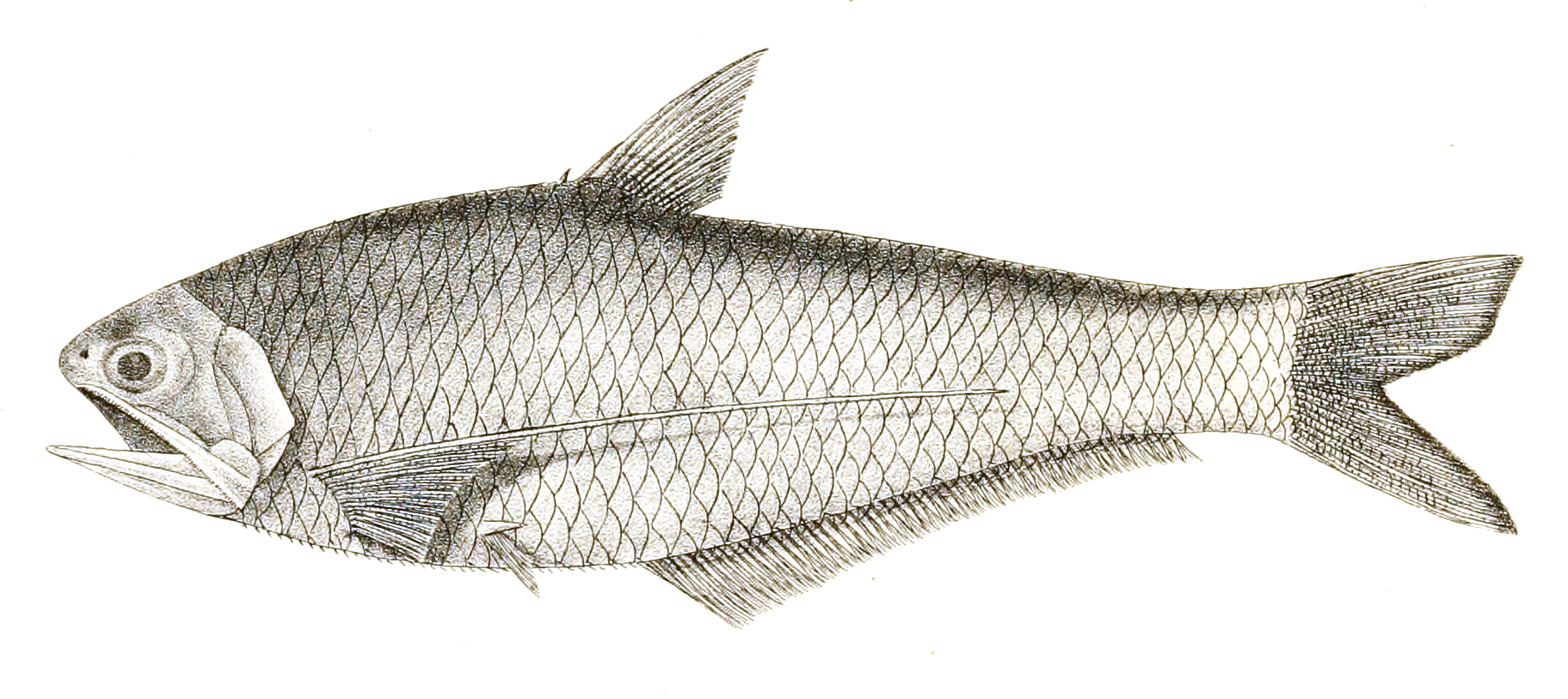

## Описание
Тело удлинённое, сильно сжато с боков. По брюху проходит непрерывный ряд килевых чешуй от истмуса до анального отверстия. Всего килевых чешуй от 32 до 40 (обычно 33—39), из них 20—29 до брюшных плавников и 9—14 после брюшных плавников. Перед началом основания спинного плавника есть заострённый костный щиток. Рот почти горизонтальный. Челюсти тонкие, нижняя челюсть выдаётся вперёд. Первая надчелюстная кость отсутствует, вторая — относительно небольшая, закруглённая. Зубы на челюстях маленькие, ровные. Жаберные тычинки довольно толстые; на нижней ветви первой жаберной дуги 17—21 (обычно 18—20) жаберных тычинок; зазубрины на краях тычинок собраны в отдельно расположенные группы. Начало основания спинного плавника сдвинуто от середины спины ближе к голове. Анальный плавник длинный с тремя неразветвлёнными и 45—57 разветвлёнными мягкими лучами; начало его основания расположено на вертикали, проходящей через середину основания спинного плавника. Верхний луч грудных плавников вытянут в тонкую нить, окончание которой доходит до 23 луча анального плавника или даже до конца основания. Хвостовой плавник раздвоенный; верхняя лопасть усечённая, короче нижней. В боковом ряду 40—48 чешуй. На спинном и анальном плавниках есть чешуя (уникальная черта для анчоусовых в Индо-Тихоокеанской области). Спина от коричневого до голубоватого цвета, бока серебристые.
Максимальная длина тела 22,1 см, обычно около 10 см.

## Биология
Морские стайные рыбы, обитают в прибрежных водах, заходят в эстуарии.

## Ареал
В западной части Тихого океана распространены от Сиамского залива до Явы и юга Калимантана. Не обнаружены у Филиппин, Сулавеси и Папуа — Новой Гвинеи. В Индийском океане встречаются от Бенгальского залива до Пинанга.

## Взаимодействие с человеком
Длиннокрылая сетипинна — один из наиболее широко распространённых видов в роде Setipinna, и поэтому является важным объектом местного промысла на всём протяжении ареала. Ловят преимущественно кошельковыми и закидными неводами, иногда донными тралами. Реализуется в свежем, вяленом и солёном виде; используется в качестве наживки при промысле других рыб.
Международный союз охраны природы присвоил этому виду охранный статус «Вызывающий наименьшие опасения».